# Cuerpos de Seguridad (El Salvador)
Los Cuerpos de Seguridad son aquellos cuerpos policiales y militares de El Salvador que antes de los Acuerdos de Paz garantizaron el orden público y el respeto a las leyes dentro de la nación salvadoreña. 

Cadetes de Escuela Militar en San Salvador.

## Historia
Los cuerpos de seguridad fueron la Guardia Nacional (GH), la Policía de Hacienda (PH) y la Policía Nacional (PN). Posteriormente se los unió a la Fuerza Armada, recibiendo entrenamiento tanto policial como militar y desempeñando un papel importante y protagónico durante la guerra civil de los años 80.

## Cuerpos de seguridad del Estado salvadoreño

### Policía Nacional

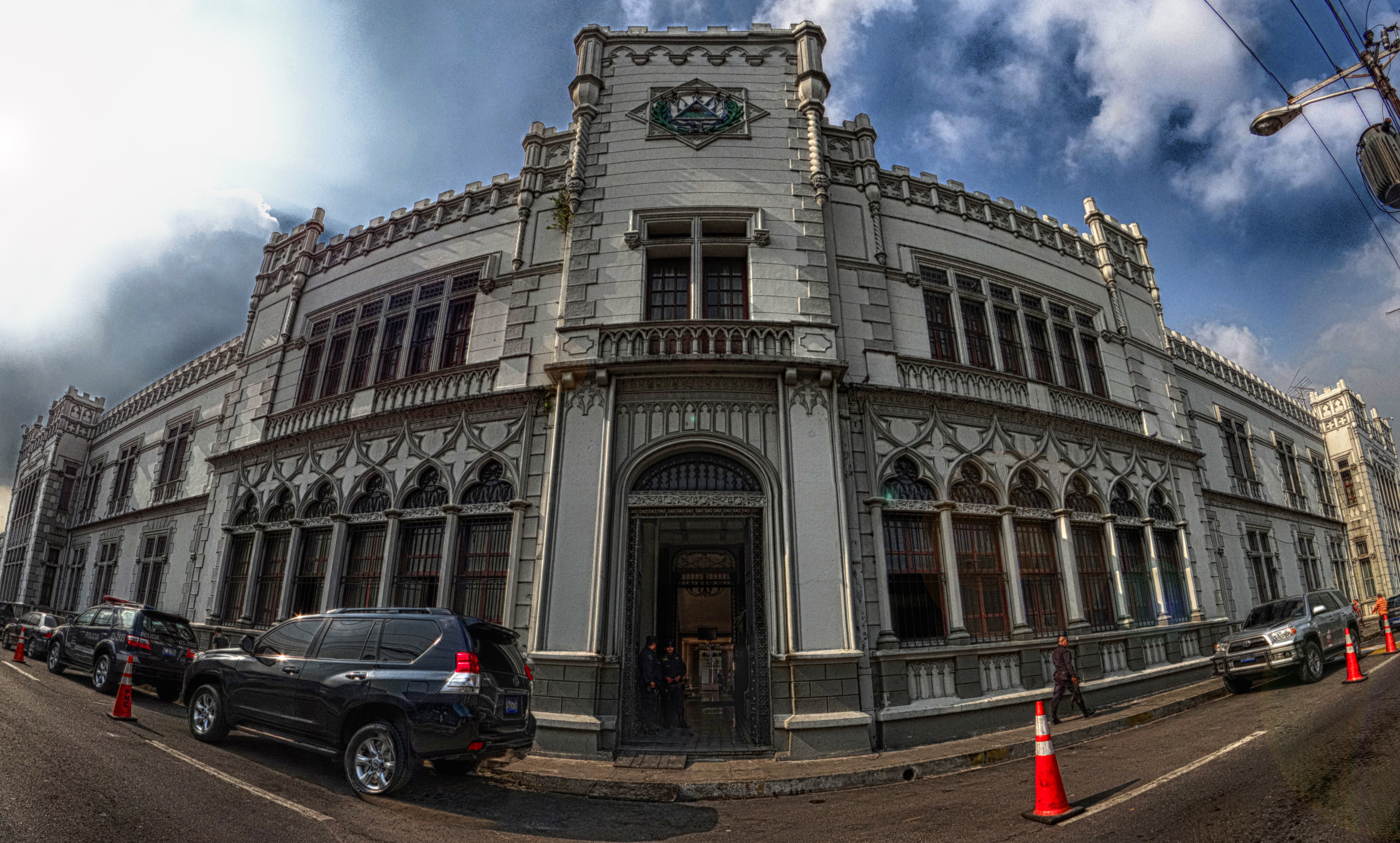
Castillo de la extinta Policía Nacional (actual sede a la Policía Nacional Civil)

La Policía Nacional fue creada en 1867 por el gobierno del presidente Francisco Dueñas, conocida como Gendarme (Policía Diurna) y Serenos (Policía Nocturna). Posteriormente sería cambiada a Policía Reformista y más tarde a Policía Nacional. La PN se encargaba de la vigilancia en las áreas urbanas, ya sea en pueblos o ciudades.
Su cuartel principal fue el castillo ubicado en el centro histórico de San Salvador, siendo construido durante el gobierno del General Maximiliano Hernández Martínez. Su director más destacable fue el Coronel Osmín Aguirre, que tuvo participación en el levantamiento campesino de 1932 y su instituto de formación fue el Centro Técnico de Formación Policial (en sus siglas CETIPOL), ubicado en Santa Tecla, donde funciona la dirección general de la actual Academia Nacional de Seguridad Pública (ANSP).
La Policía Nacional contribuyó al militarismo en El Salvador, más aún en la guerra civil, operando clandestinamente con los escuadrones de la muerte, además de ejecutar la represión, persecución de opositores y civiles, cosa que llevó a su disolución. La Policía Nacional fue el único cuerpo de seguridad que quedó en operaciones después de los Acuerdos de Paz en 1992, hasta que en diciembre de 1994 terminó en su completa desmovilización, debido a la llegada de la Policía Nacional Civil. La PN fue el cuerpo de seguridad más longevo en la historia de El Salvador y uno de los más antiguos, cumpliendo 127 años de su fundación en 1994, a diferencia de la GN y la PH. Por Decreto Legislativo N.º 149, del 20 de noviembre de 1997, publicado en el Diario Oficial N.º 236, Tomo  N.º 337, del 17 de diciembre de 1997, el parlamento salvadoreño declaró oficialmente su disolución.

### Guardia Nacional

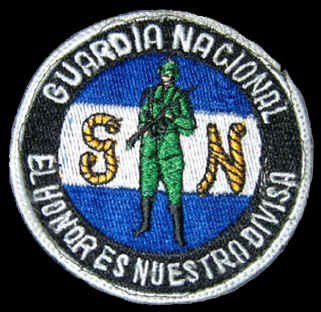
Logo de la Guardia Nacional

La Guardia Nacional fue creada en 1912, durante el gobierno del presidente Manuel Enrique Araujo. La función de la guardia nacional era la creación de un cuerpo de seguridad que pudiera vigilar las fincas de café y áreas rurales de El Salvador. Fue así que se creó este cuerpo de seguridad como respuesta ante el incremento del hurto de ganado en zonas rurales. La GN se basó en la Guardia Civil Española, e incluso su primer director fue un español, Alfonso Garrido, que poseía experiencia en gendarmería. Durante el militarismo, la GN tomaría el control represivo por parte del Estado, ya que tuvo participación tanto en crímenes de lesa humanidad durante el levantamiento campesino de 1932 y la guerra civil; pero su papel más protagónico fue la guerra del futbol, en donde se equipó de armamento de fusiles G3. En la actualidad ha sido uno de los cuerpos de seguridad que más añora la población, debido a su manera represiva de actuar ante la delincuencia. Entre sus directores más destacables se encuentran el general José Alberto Medrano y el general Eugenio Vides Casanova. La GN terminó con sus funciones en 1992, y pasó a ser parte de la Fuerza Armada. 

### Policía de Hacienda
La Policía de Hacienda se creó en 1933, durante el gobierno del General Maximiliano Hernández Martínez. Al principio operó como policía secreta de Martínez; pero después operaría como policía fiscal, en donde sus funciones eran resguardar el patrimonio del Estado salvadoreño. Esta policía operaba a través del Ministerio de Hacienda; pero años más tarde sería una institución independiente como la GN y PN. Su vestimenta era muy similar a la GN, solo que sin las polainas. La PH fue objeto de fuertes acusaciones durante la guerra civil, siendo involucrada con los escuadrones de la muerte. Fue disuelta en 1992 y pasó a ser parte de la Fuerza Armada.

## Otros cuerpos de seguridad

### Policía de Telecomunicaciones
Fue una policía privada que operó en el ámbito de las telecomunicaciones en El Salvador. Esta policía era dirigida por la extinta Administración Nacional de Telecomunicaciones (ANTEL). Su función era resguardar las torres de telecomunicaciones y todo lo relacionado con ello. 

## Disolución de los antiguos cuerpos de seguridad
Entre las condiciones de los Acuerdos de Paz de Chapultepec estaba la disolución de los antiguos cuerpos de seguridad, siendo finalmente reemplazados en materia de seguridad pública por la Policía Nacional Civil.